# Гюрт
Хюрт (нім. Hürth) — місто в Німеччині, знаходиться в землі Північний Рейн-Вестфалія. Підпорядковується адміністративному округу Кельн. Входить до складу району Райн-Ерфт.
Площа — 51,173 км2. Населення становить 59 525 ос. (станом на 31 грудня 2020).

## Географії

### Адміністративний поділ
Місто  складається з 13 районів:
- Альстедтен/Бурбах
- Альт-Гюрт
- Берренрат
- Ефферен
- Фішеніх
- Глоєль
- Гермюльгайм
- Гюрт-Мітте
- Кальшойрен
- Кенденіх
- Кнапзак
- Зільсдорф
- Штоцгайм

## Особистості
- Ральф Шумахер
- Міхаель Шумахер

## Галерея

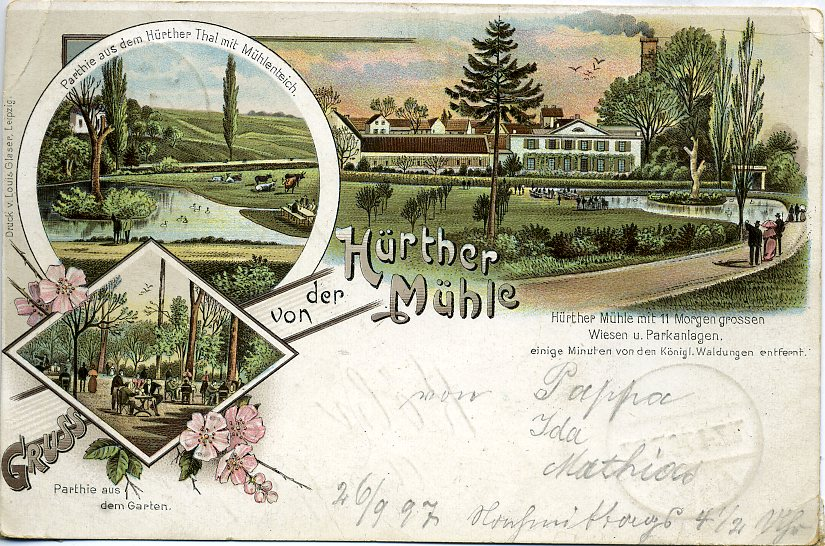
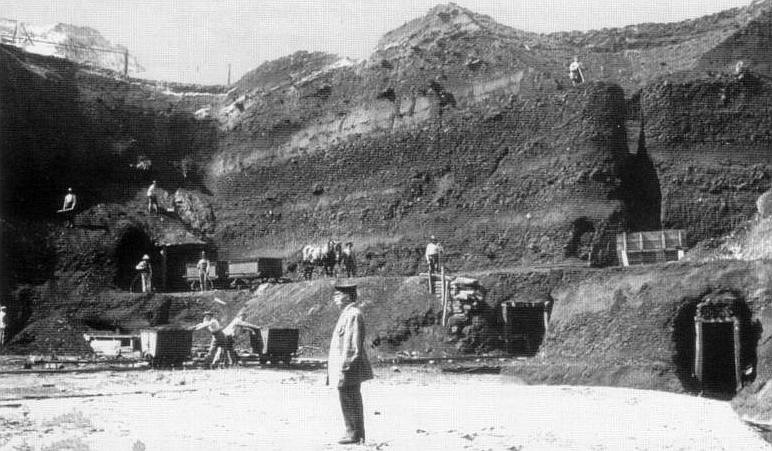
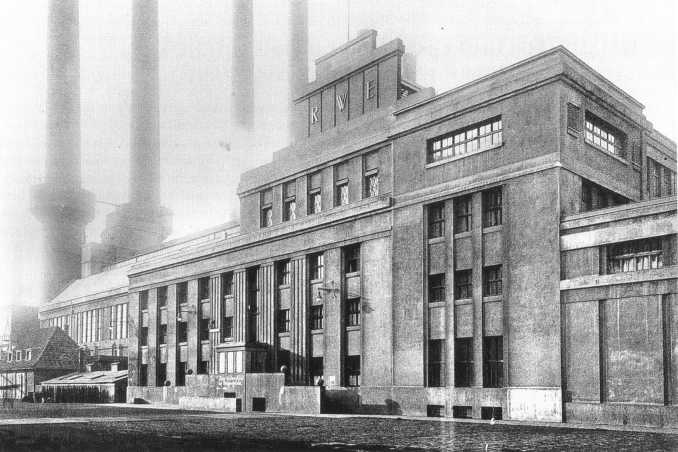
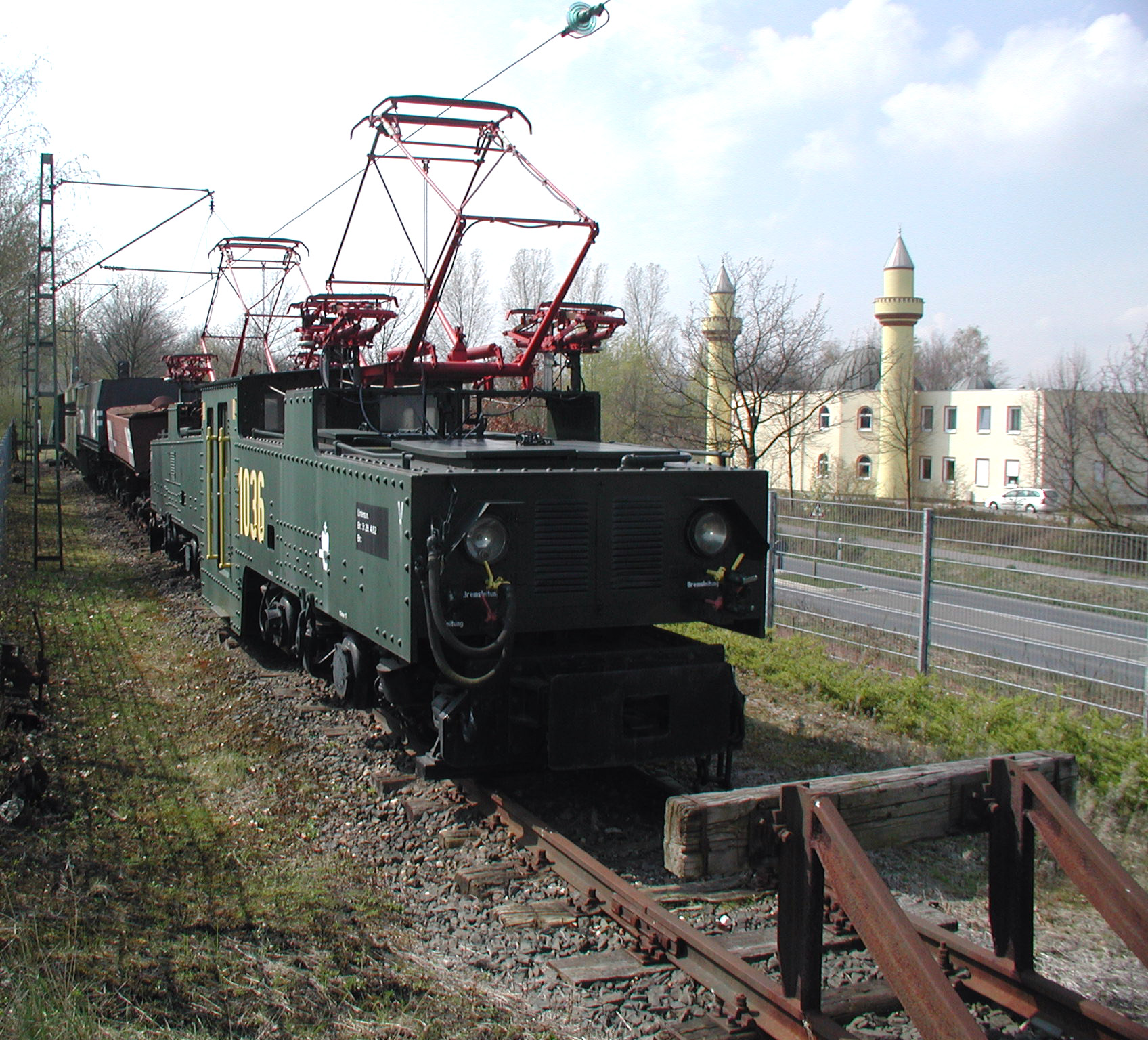
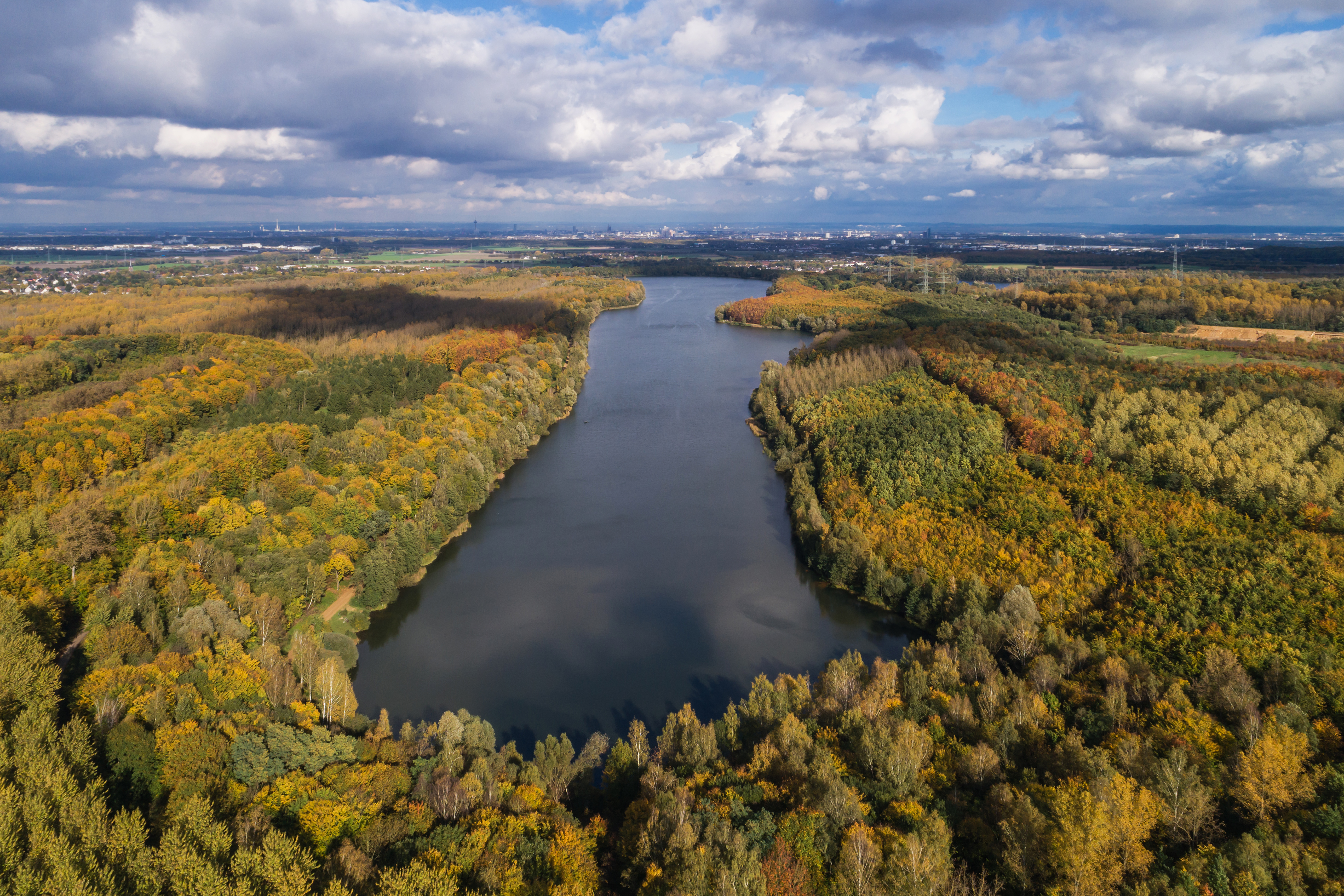
Отто-Майглер-Зе
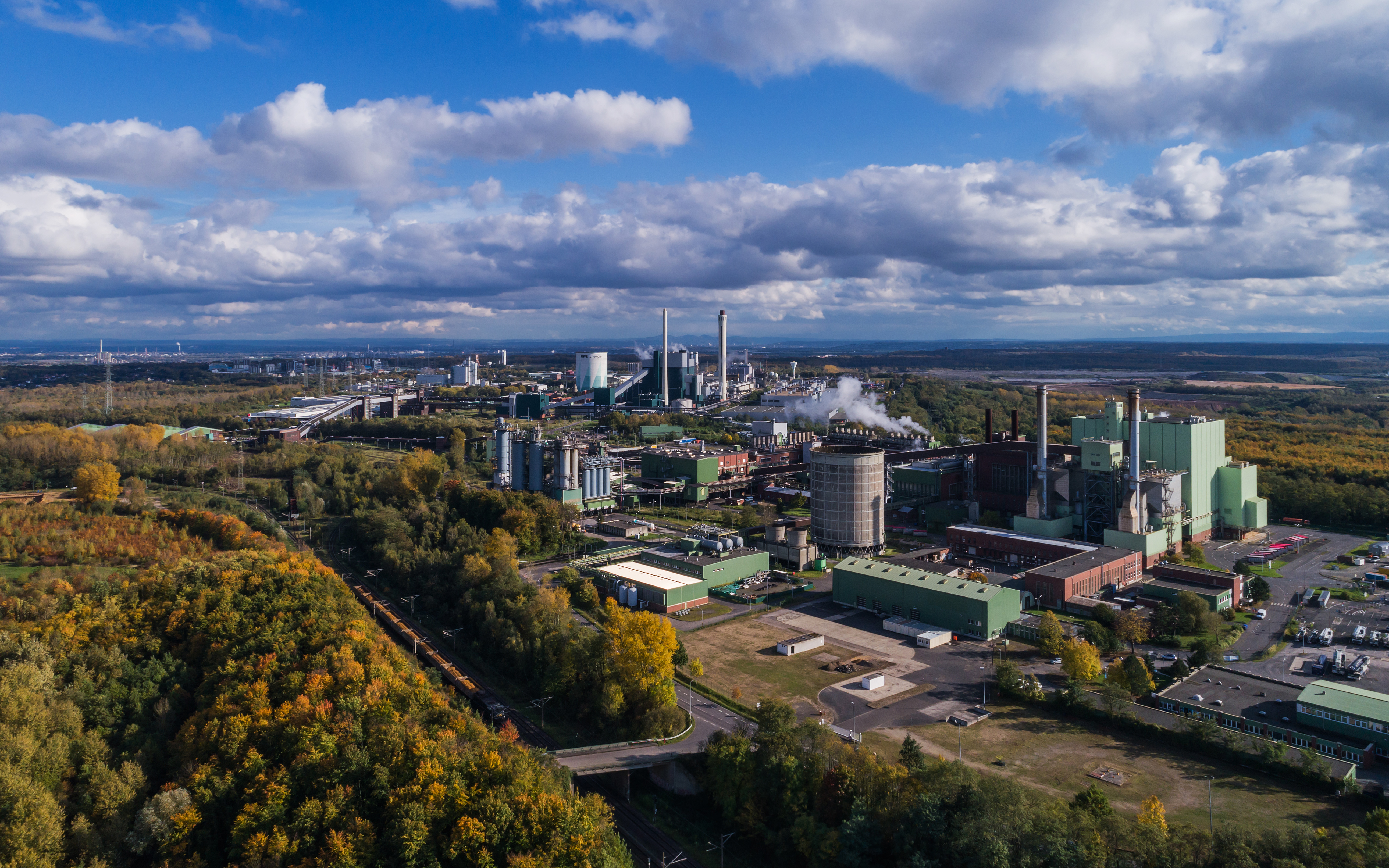
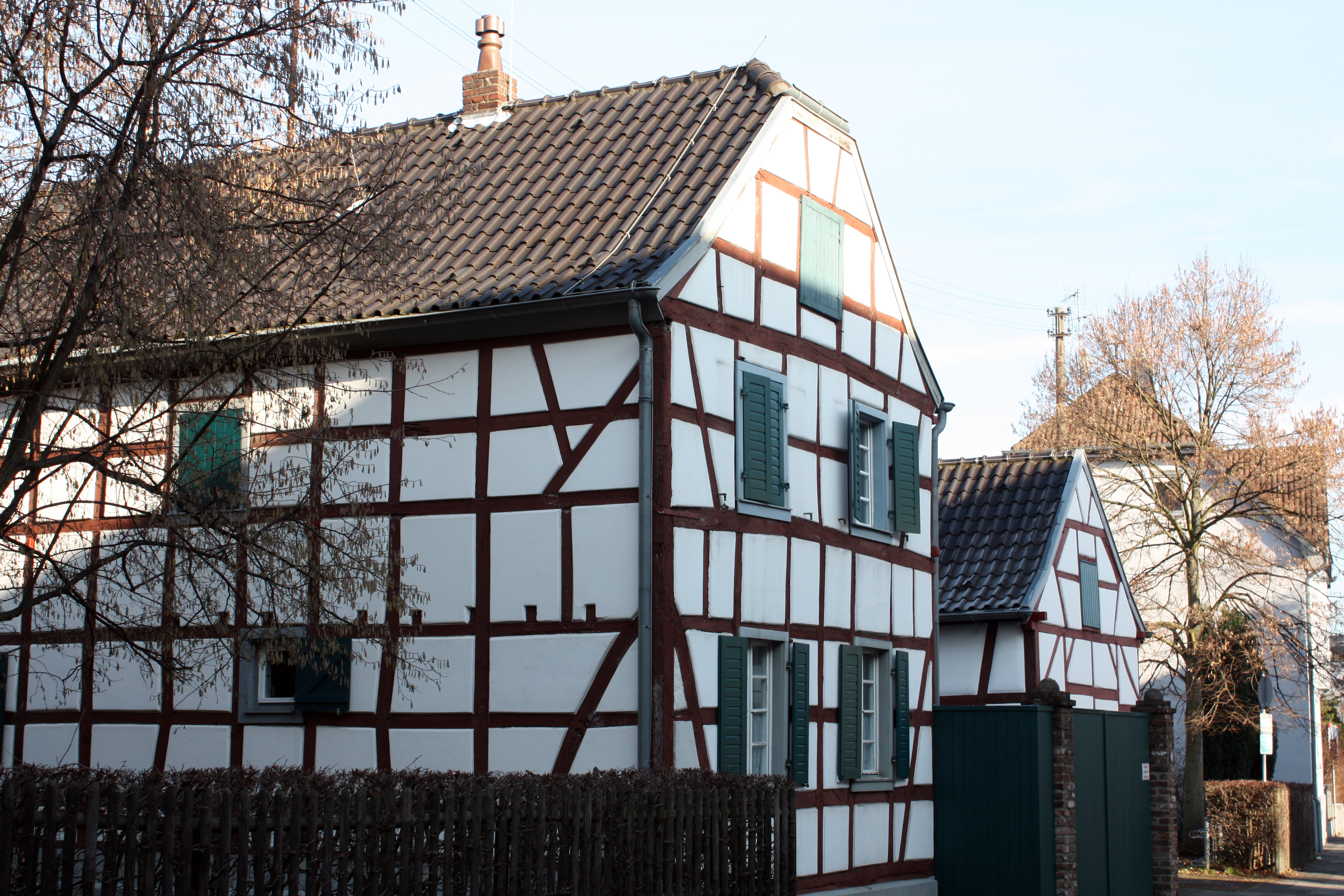